# Lijst van voetbalinterlands Duitsland - Zweden
Deze lijst van voetbalinterlands is een overzicht van alle officiële voetbalwedstrijden tussen de nationale teams van (West-)Duitsland en Zweden. De landen hebben tot op heden 37 keer tegen elkaar gespeeld. De eerste ontmoeting was een vriendschappelijke wedstrijd en werd gespeeld in Stockholm op 18 juni 1911. Het laatste duel, een groepswedstrijd tijdens het Wereldkampioenschap voetbal 2018, vond plaats op 23 juni 2018 in Sotsji (Rusland).

## Wedstrijden
| №  | Plaats        | Datum             | Competitie           | Wedstrijd               | Uitslag |
| -- | ------------- | ----------------- | -------------------- | ----------------------- | ------- |
| 1  | Stockholm     | 18 juni 1911      | Vriendschappelijk    | Zweden − Duitsland      | 2 − 4   |
| 2  | Hamburg       | 29 oktober 1911   | Vriendschappelijk    | Duitsland − Zweden      | 1 − 3   |
| 3  | Stockholm     | 29 juni 1923      | Vriendschappelijk    | Zweden − Duitsland      | 2 − 1   |
| 4  | Berlijn       | 31 augustus 1924  | Vriendschappelijk    | Duitsland − Zweden      | 1 − 4   |
| 5  | Stockholm     | 21 juni 1925      | Vriendschappelijk    | Zweden − Duitsland      | 1 − 0   |
| 6  | Neurenberg    | 20 juni 1926      | Vriendschappelijk    | Duitsland − Zweden      | 3 − 3   |
| 7  | Stockholm     | 30 september 1928 | Vriendschappelijk    | Zweden − Duitsland      | 2 − 0   |
| 8  | Keulen        | 23 juni 1929      | Vriendschappelijk    | Duitsland − Zweden      | 3 − 0   |
| 9  | Stockholm     | 17 juni 1931      | Vriendschappelijk    | Zweden − Duitsland      | 0 − 0   |
| 10 | Neurenberg    | 25 september 1932 | Vriendschappelijk    | Duitsland − Zweden      | 4 − 3   |
| 11 | Milaan        | 31 mei 1934       | WK 1934              | Duitsland − Zweden      | 2 − 1   |
| 12 | Stockholm     | 30 juni 1935      | Vriendschappelijk    | Zweden − Duitsland      | 3 − 1   |
| 13 | Hamburg       | 21 november 1937  | WK 1938 kwalificatie | Duitsland − Zweden      | 5 − 0   |
| 14 | Stockholm     | 5 oktober 1941    | Vriendschappelijk    | Zweden − Duitsland      | 4 − 2   |
| 15 | Berlijn       | 20 september 1942 | Vriendschappelijk    | Duitsland − Zweden      | 2 − 3   |
| 16 | Stockholm     | 30 juni 1956      | Vriendschappelijk    | Zweden − West-Duitsland | 2 − 2   |
| 17 | Hamburg       | 20 november 1957  | Vriendschappelijk    | West-Duitsland − Zweden | 1 − 0   |
| 18 | Göteborg      | 24 juni 1958      | WK 1958              | Zweden − West-Duitsland | 3 − 1   |
| 19 | Stockholm     | 3 november 1963   | Vriendschappelijk    | Zweden − West-Duitsland | 2 − 1   |
| 20 | West-Berlijn  | 4 november 1964   | WK 1966 kwalificatie | West-Duitsland − Zweden | 1 − 1   |
| 21 | Solna         | 26 september 1965 | WK 1966 kwalificatie | Zweden − West-Duitsland | 1 − 2   |
| 22 | Göteborg      | 27 juni 1971      | Vriendschappelijk    | Zweden − West-Duitsland | 1 − 0   |
| 23 | Hamburg       | 1 mei 1974        | Vriendschappelijk    | West-Duitsland − Zweden | 2 − 0   |
| 24 | Düsseldorf    | 30 juni 1974      | WK 1974              | West-Duitsland − Zweden | 4 − 2   |
| 25 | Stockholm     | 19 april 1978     | Vriendschappelijk    | Zweden − West-Duitsland | 3 − 1   |
| 26 | Keulen        | 17 oktober 1984   | WK 1986 kwalificatie | West-Duitsland − Zweden | 2 − 0   |
| 27 | Solna         | 25 september 1985 | WK 1986 kwalificatie | Zweden − West-Duitsland | 2 − 2   |
| 28 | Gelsenkirchen | 14 oktober 1987   | Vriendschappelijk    | West-Duitsland − Zweden | 1 − 1   |
| 29 | West-Berlijn  | 31 maart 1988     | Vriendschappelijk    | West-Duitsland − Zweden | 1 − 1   |
| 30 | Solna         | 10 oktober 1990   | Vriendschappelijk    | Zweden − West-Duitsland | 1 − 3   |
| 31 | Solna         | 21 juni 1992      | EK 1992              | Zweden − Duitsland      | 2 − 3   |
| 32 | München       | 24 juni 2006      | WK 2006              | Duitsland − Zweden      | 2 − 0   |
| 33 | Gelsenkirchen | 16 augustus 2006  | Vriendschappelijk    | Duitsland − Zweden      | 3 − 0   |
| 34 | Göteborg      | 17 november 2010  | Vriendschappelijk    | Zweden − Duitsland      | 0 − 0   |
| 35 | Berlijn       | 16 oktober 2012   | WK 2014 kwalificatie | Duitsland − Zweden      | 4 − 4   |
| 36 | Solna         | 15 oktober 2013   | WK 2014 kwalificatie | Zweden − Duitsland      | 3 − 5   |
| 37 | Sotsji        | 23 juni 2018      | WK 2018              | Duitsland – Zweden      | 2 – 1   |

## Samenvatting
| Competitie        | Totaal gespeeld | Winst Duitsland | Gelijk | Winst Zweden | Doelsaldo Duitsland – Zweden |
| ----------------- | --------------- | --------------- | ------ | ------------ | ---------------------------- |
| WK-eindronde      | 5               | 4               | 0      | 1            | 11 − 7                       |
| WK-kwalificatie   | 7               | 4               | 3      | 0            | 21 − 11                      |
| EK-eindronde      | 1               | 1               | 0      | 0            | 3 − 2                        |
| Vriendschappelijk | 24              | 7               | 6      | 11           | 37 − 41                      |
| Totaal            | 37              | 16              | 9      | 12           | 72 − 61                      |

## Details

### Eerste ontmoeting
| Vriendschappelijk (Solna, Zweden, 18 juni 1911): |       |                                                             |
| Zweden | 2 – 4 | Duitsland                                                   |
| Karl Gustafsson 28' Karl Gustafsson 29' | goals | 13' Otto Dumke 44' Otto Dumke 54' Eugen Kipp 83' Otto Dumke |
| - Debuut van Knut Sandlund, Götrik Frykman, Ragnar Wicksell (allen Djurgårdens IF), Gustaf Ekberg (Johanneshovs IF) en Josef Appelgren (Örgryte IS) voor Zweden. - Debuut van Hermann Wiggers (SC Victoria), Otto Dumke (BTuFC Viktoria 89) en Rudolf Droz (BFC Preußen) voor Duitsland. |       |                                                             |

### Elfde ontmoeting
| Kwartfinale WK 1934 (Milaan, Italië, 31 mei 1934): |       |                  |
| Duitsland                                          | 2 – 1 | Zweden           |
| Karl Hohmann 60' Karl Hohmann 63'                  | goals | 82' Gösta Dunker |

### 30ste ontmoeting
| Vriendschappelijk (Solna, Zweden, 10 oktober 1990): |              | |
| Zweden | 1 – 3        | West-Duitsland |
| Stefan Rehn 70' (pen.) | goals        | 29' Jürgen Klinsmann 38' Rudi Völler 45' Andreas Brehme |
| Tommy Svensson | bondscoach   | Berti Vogts |
| Thomas Ravelli Sulo Vaattovaara Glenn Hysén Jan Eriksson Roland Nilsson Klas Ingesson 80' Stefan Rehn Ulrik Jansson 58' Joakim Nilsson 58' Tomas Brolin Stefan Petterson | opstellingen | Raimond Aumann Manfred Binz Thomas Berthold Thomas Helmer 60' Andreas Brehme Thomas Häßler 60' Andreas Möller Lothar Matthäus Thomas Strunz Jürgen Klinsmann Rudi Völler |
| Magnus Erlingmark 58' Dan Corneliusson 58' Per Blohm 80' | wissels      | 60' Knut Reinhardt 60' Karl-Heinz Riedle |
| - Debuut van Per Blohm (Örebro SK) voor Zweden. - Debuut van Thomas Helmer (Borussia Dortmund) en Thomas Strunz (Bayern München) voor West-Duitsland. - Duitsland werd herenigd op 3 oktober 1990, maar de eerste wedstrijd als het hernieuwde Duitsland speelde de nationale ploeg pas op 19 december 1990. |              | |

### 31ste ontmoeting
| EK 1992 (Solna, Zweden, 21 juni 1992): |              | |
| Zweden | 2 – 3        | Duitsland |
| Tomas Brolin 65' (pen.) Kennet Andersson 90' | goals        | 11' Thomas Häßler 59' Karl-Heinz Riedle 89' Karl-Heinz Riedle |
| Tommy Svensson | bondscoach   | Berti Vogts |
| Thomas Ravelli Roland Nilsson Jan Eriksson Joachim Björklund Roger Ljung Kennet Andersson Jonas Thern Klas Ingesson Joakim Nilsson 60' Tomas Brolin Martin Dahlin 73' | opstellingen | Bodo Illgner Thomas Helmer Guido Buchwald Jürgen Kohler Stefan Reuter Thomas Häßler Matthias Sammer Stefan Effenberg Andreas Brehme 89' Jürgen Klinsmann Karl-Heinz Riedle |
| Anders Limpar 60' Johnny Ekström 73' | wissels      | 89' Thomas Doll |
| Roger Ljung 14' Martin Dahlin 72' | gele kaarten | 3' Stefan Effenberg 29' Karl-Heinz Riedle 35' Guido Buchwald 43' Stefan Reuter                                                                                             |

### 32ste ontmoeting
| WK 2006 (München, Duitsland, 24 juni 2006): |              | |
| Duitsland | 2 – 0        | Zweden |
| Lukas Podolski 4' Lukas Podolski 12' | goals        | |
| Jürgen Klinsmann | bondscoach   | Lars Lagerbäck |
| Jens Lehmann Arne Friedrich Per Mertesacker Christoph Metzelder Philipp Lahm Bernd Schneider Torsten Frings 85' Michael Ballack Bastian Schweinsteiger 72' Miroslav Klose Lukas Podolski 74' | opstellingen | Andreas Isaksson Niclas Alexandersson Olof Mellberg Teddy Lučić Erik Edman Tobias Linderoth 52' Mattias Jonson 39' Kim Källström Fredrik Ljungberg 72' Zlatan Ibrahimović Henrik Larsson |
| Oliver Bierhoff 46' Marco Bode 85' Jens Jeremies 90' | wissels      | 39' Petter Hansson 52' Christian Wilhelmsson 72' Marcus Allbäck |
| Torsten Frings 26' | gele kaarten | 48' Mattias Jonson 78' Marcus Allbäck |
| | rode kaarten | 35' Teddy Lučić |

### 33ste ontmoeting
| Vriendschappelijk (Gelsenkirchen, Duitsland, 16 augustus 2006): |              | |
| Duitsland | 3 – 0        | Zweden |
| Bernd Schneider 4' Miroslav Klose 8' Miroslav Klose 44' | goals        | |
| Joachim Löw | bondscoach   | Lars Lagerbäck |
| Jens Lehmann Philipp Lahm Arne Friedrich 46' Jens Nowotny Marcell Jansen 46' Bernd Schneider 82' Tim Borowski Torsten Frings 74' Bastian Schweinsteiger Lukas Podolski 64' Miroslav Klose 46' | opstellingen | Rami Shaaban 73' Mikael Nilsson Petter Hansson Mikael Antonsson Fredrik Stenman Niclas Alexandersson 70' Tobias Linderoth Kim Källström 70' Christian Wilhelmsson Anders Svensson 84' Johan Elmander |
| Manuel Friedrich 46' Oliver Neuville 46' Malik Fathi 46' Gerald Asamoah 64' Thomas Hitzlsperger 74' David Odonkor 82'                                                                         | wissels      | 70' Daniel Andersson 70' Markus Rosenberg 73' Kennedy Bakırcıoğlu 84' Fredrik Berglund |
| Lukas Podolski 59' | gele kaarten | 59' Petter Hansson |
| - Debuut van Manuel Friedrich (1. FSV Mainz 05) en Malik Fathi (Hertha BSC) voor Duitsland.                                                                                                   |              | |

### 34ste ontmoeting
| Vriendschappelijk (Göteborg, Zweden, 17 november 2010): |       |           |
| Zweden | 0 – 0 | Duitsland |
| | goals |           |
| - Debuut van Alexander Gerndt (Helsingborgs IF) voor Zweden. - Debuut van Lewis Holtby, André Schürrle (beiden FSV Mainz 05), Mario Götze en Marcel Schmelzer (beiden Borussia Dortmund) voor Duitsland. |       |           |

### 35ste ontmoeting
| WK 2014 kwalificatie (Berlijn, Duitsland, 16 oktober 2012):             |       |                                                                              |
| Duitsland                                                               | 4 – 4 | Zweden                                                                       |
| Miroslav Klose 8' Miroslav Klose 15' Per Mertesacker 39' Mesut Özil 56' | goals | 62' Zlatan Ibrahimović 64' Mikael Lustig 76' Johan Elmander 90+3' Rasmus Elm |
| - Debuut van Tobias Sana (Ajax) voor Zweden.                            |       |                                                                              |

### 36ste ontmoeting
| WK 2014 kwalificatie (Solna, Zweden, 15 oktober 2013):        |       |                                                                                         |
| Zweden                                                        | 3 – 5 | Duitsland                                                                               |
| Tobias Hysén 6' Alexander Kačaniklić 42' Tobias Hysén 69'     | goals | 45' Mesut Özil 52' Mario Götze 57' André Schürrle 66' André Schürrle 76' André Schürrle |
| - Honderdste interland Bastian Schweinsteiger voor Duitsland. |       |                                                                                         |

### 37ste ontmoeting
| Groepsduel WK 2018 (Sotsji, Rusland, 23 juni 2018): |              | |
| Duitsland | 2 – 1        | Zweden |
| Marco Reus 48' Toni Kroos 90+5' | goals        | 32' Ola Toivonen |
| Joachim Löw | bondscoach   | Janne Andersson |
| Manuel Neuer Jonas Hector 87' Antonio Rüdiger Jérôme Boateng Joshua Kimmich Julian Draxler 46' Toni Kroos Sebastian Rudy 31' Timo Werner Marco Reus Thomas Müller | opstellingen | Robin Olsen Mikael Lustig Victor Lindelöf Andreas Granqvist Ludwig Augustinsson Sebastian Larsson Albin Ekdal Emil Forsberg 74' Viktor Claesson 90' Marcus Berg 78' Ola Toivonen |
| İlkay Gündoğan 31' Mario Gomez 46' Julian Brandt 87' | wissels      | 74' Jimmy Durmaz 78' John Guidetti 46' Isaac Thelin |
| | gele kaarten | 52' Albin Ekdal 90' Sebastian Larsson |
| Jérôme Boateng 71', 82' | rode kaarten | |
| - Het duel leek in 1-1 te eindigen, wat regerend wereldkampioen Duitsland op de rand van uitschakeling had gebracht. - Bondscoach Joachim Löw had zijn Duitse elftal na de nederlaag in de WK-openingswedstrijd tegen Mexico (0-1) op vier plaatsen gewijzigd. Mesut Özil en Sami Khedira moesten plaatsmaken, Mats Hummels kon wegens een blessure niet spelen, terwijl back Jonas Hector weer fit was. |              | |

DFB · A-internationals · Bondscoaches · Duits vrouwenelftal · Olympisch elftal · Duitsland U21 · Duitsland U20 · Duitsland U19 · Duitsland U18 · Duitsland U17 · Duitsland U16 · Vrouwen U17
1905 – 1919 · 
1920 – 1929 · 
1930 – 1939 · 
1940 – 1949 · 
1950 – 1959 · 
1960 – 1969 · 
1970 – 1979 · 
1980 – 1989 · 
1990 – 1999 · 
2000 – 2009 · 
2010 – 2019 · 
2020 – 2029
EK's: 1972 · 
1976 · 
1980 · 
1984 · 
1988 · 
1992 · 
1996 · 
2000 · 
2004 · 
2008 · 
2012 · 
2016 · 
2020 · 
2024
CC: 1999 · 
2005 · 
2017
WK's: 1934 ·
1938 · 
1954 · 
1958 · 
1962 · 
1966 · 
1970 · 
1974 · 
1978 · 
1982 · 
1986 · 
1990 · 
1994 · 
1998 · 
2002 · 
2006 · 
2010 · 
2014 · 
2018 · 
2022
OS: 1912 ·
1928 ·
1936 ·
2016 ·
2020
Albanië ·
Algerije ·
Argentinië ·
Armenië ·
Australië ·
Azerbeidzjan ·
België ·
Bohemen en Moravië ·
Bolivia ·
Bosnië en Herzegovina ·
Brazilië ·
Bulgarije ·
Canada ·
Chili ·
China ·
Colombia ·
Costa Rica ·
Cyprus ·
DDR ·
Denemarken ·
Ecuador ·
Egypte ·
Engeland ·
Estland ·
Faeröer ·
Finland ·
Frankrijk ·
Georgië ·
Ghana ·
Gibraltar ·
GOS ·
Griekenland ·
Hongarije ·
Ierland ·
IJsland ·
Iran ·
Israël ·
Italië ·
Ivoorkust ·
Japan ·
Joegoslavië ·
Kameroen ·
Kazachstan ·
Koeweit ·
Kroatië ·
Letland ·
Liechtenstein ·
Litouwen ·
Luxemburg ·
Malta ·
Marokko ·
Mexico ·
Moldavië ·
Nederland ·
Nieuw-Zeeland ·
Nigeria ·
Noord-Ierland ·
Noord-Macedonië ·
Noorwegen ·
Oekraïne ·
Oman ·
Oostenrijk ·
Paraguay ·
Peru ·
Polen ·
Portugal ·
Roemenië ·
Rusland ·
Saarland ·
San Marino ·
Saoedi-Arabië ·
Schotland ·
Servië ·
Servië en Montenegro · 
Slovenië ·
Slowakije ·
Sovjet-Unie ·
Spanje ·
Thailand ·
Tsjechië ·
Tsjecho-Slowakije ·
Tunesië ·
Turkije ·
Uruguay ·
Verenigde Arabische Emiraten ·
Verenigde Staten ·
Wales ·
Wit-Rusland ·
Zuid-Afrika ·
Zuid-Korea ·
Zweden ·
Zwitserland
Algerije (1982) · 
Algerije (2014) · 
Argentinië (1986) ·
Argentinië (1990) ·
Argentinië (2006) ·
Argentinië (2014) · 
Australië (2010) ·
België (1980) · 
Brazilië (2002) ·
Brazilië (2014) · 
Chili (1982) ·
Costa Rica (2006) ·
Denemarken (1992) ·
Denemarken (2012) · 
Ecuador (2006) ·
Engeland (1966) ·
Engeland (1982) ·
Engeland (2010) ·
Engeland (2021) ·
Frankrijk (2014) · 
Frankrijk (2021) · 
Ghana (2014) ·
Griekenland (2012) · 
Hongarije (1954, 2) ·
Hongarije (2021) ·
Italië (1982) ·
Italië (2006) ·
Italië (2012) · 
Japan (2022) · 
Kroatië (2008) ·
Mexico (2018) ·
Nederland (1974) ·
Nederland (2012) ·
Oekraïne (2016) ·
Oostenrijk (1982) ·
Oostenrijk (2008) ·
Polen (2006) ·
Polen (2008) ·
Polen (2016) ·
Portugal (2006) ·
Portugal (2008) ·
Portugal (2012) ·
Portugal (2014) ·
Portugal (2021) ·
Servië (2010) ·
Sovjet-Unie (1972) · 
Spanje (1982) ·
Spanje (2008) ·
Spanje (2022) ·
Tsjechië (1996, 2) · 
Tsjecho-Slowakije (1976) ·
Turkije (2008) ·
Verenigde Staten (2014) ·
Zuid-Korea (2018) ·
Zweden (2006)
SvFF · A-internationals · Selecties · Bondscoaches · Zweeds vrouwenelftal · Olympisch elftal · Zweden U21 · Zweden U20 · Zweden U19 · Zweden U18 · Zweden U17 · Zweden U16 · Vrouwen U17
1908 – 1919 ·
1920 – 1929 ·
1930 – 1939 ·
1940 – 1949 ·
1950 – 1959 ·
1960 – 1969 ·
1970 – 1979 ·
1980 – 1989 ·
1990 – 1999 ·
2000 – 2009 ·
2010 – 2019 ·
2020 − 2029
EK 1960 · 
EK 1964 · 
EK 1968 · 
EK 1972 · 
EK 1976 · 
EK 1980 · 
EK 1984 · 
EK 1988 · 
EK 1992 ·
EK 1996 · 
EK 2000 ·
EK 2004 ·
EK 2008 ·
EK 2012 · 
EK 2016 · 
EK 2020
WK 1930 · 
WK 1934 ·
WK 1938 ·
WK 1950 ·
WK 1954 · 
WK 1958 ·
WK 1962 · 
WK 1966 · 
WK 1970 ·
WK 1974 ·
WK 1978 ·
WK 1982 · 
WK 1986 · 
WK 1990 ·
WK 1994 ·
WK 1998 · 
WK 2002 ·
WK 2006 ·
WK 2010 · 
WK 2014 · 
WK 2018
OS 1908 · 
OS 1912 · 
OS 1920 · 
OS 1924 · 
OS 1928 · 
OS 1932 · 
OS 1936 · 
OS 1948 · 
OS 1952 · 
OS 1956 · 
OS 1964 · 
OS 1968 · 
OS 1972 · 
OS 1976 · 
OS 1980 · 
OS 1984 · 
OS 1988 · 
OS 1992 · 
OS 1996 · 
OS 2000 · 
OS 2004 · 
OS 2008 · 
OS 2012 · 
OS 2016
1908 · 
1909 · 
1910 · 
1911 · 
1912 · 
1913 · 
1914 · 
1915 · 
1916 · 
1917 · 
1918 · 
1919 · 
1920 · 
1921 · 
1922 · 
1923 · 
1924 · 
1925 · 
1926 · 
1927 · 
1928 · 
1929 · 
1930 · 
1931 · 
1932 · 
1933 · 
1934 · 
1935 · 
1936 · 
1937 · 
1938 · 
1939 · 
1940 ·
1941 ·
1942 ·
1943 ·
1944  ·
1945 · 
1946 · 
1947 · 
1948 · 
1949 · 
1950 · 
1952 · 
1952 · 
1953 · 
1954 · 
1955 · 
1956 · 
1957 · 
1958 · 
1959 ·
1960 · 
1961 · 
1962 · 
1963 · 
1964 · 
1965 · 
1966 · 
1967 · 
1968 · 
1969 ·
1970 · 
1971 · 
1972 · 
1973 · 
1974 · 
1975 · 
1976 · 
1977 · 
1978 · 
1979 ·
1980 · 
1981 · 
1982 · 
1983 · 
1984 · 
1985 · 
1986 · 
1987 · 
1988 · 
1989 · 
1990 · 
1991 · 
1992 · 
1993 · 
1994 · 
1995 · 
1996 · 
1997 · 
1998 · 
1999 · 
2000 · 
2001 · 
2002 · 
2003 · 
2004 · 
2005 · 
2006 · 
2007 · 
2008 · 
2009 · 
2010 · 
2011 · 
2012 · 
2013 · 
2014 · 
2015 · 
2016 · 
2017 · 
2018 ·
2019 ·
2020 ·
2021
Albanië ·
Algerije ·
Argentinië ·
Armenië ·
Australië ·
Azerbeidzjan ·
Bahrein ·
Barbados ·
België ·
Bosnië en Herzegovina ·
Botswana ·
Brazilië ·
Bulgarije ·
Chili ·
China ·
Colombia ·
Costa Rica ·
Cuba ·
Cyprus ·
DDR ·
Denemarken ·
Duitsland ·
Ecuador ·
Egypte ·
Engeland ·
Estland ·
Faeröer ·
Finland ·
Frankrijk ·
Georgië ·
Griekenland ·
Hongarije ·
Ierland ·
IJsland ·
Iran ·
Israël ·
Italië ·
Ivoorkust ·
Jamaica ·
Japan ·
Joegoslavië ·
Jordanië ·
Kameroen ·
Kazachstan ·
Kosovo ·
Kroatië ·
Letland ·
Liechtenstein ·
Litouwen ·
Luxemburg ·
Maleisië ·
Malta ·
Mexico ·
Moldavië ·
Montenegro ·
Nederland ·
Nieuw-Zeeland ·
Nigeria ·
Noord-Ierland ·
Noord-Korea ·
Noord-Macedonië ·
Noorwegen ·
Oekraïne ·
Oezbekistan ·
Oman ·
Oostenrijk ·
Paraguay ·
Peru ·
Polen ·
Portugal ·
Qatar ·
Roemenië ·
Rusland ·
San Marino ·
Saoedi-Arabië ·
Schotland ·
Senegal ·
Servië ·
Singapore ·
Slovenië ·
Slowakije ·
Sovjet-Unie ·
Spanje ·
Syrië ·
Thailand ·
Trinidad en Tobago ·
Tsjechië ·
Tsjecho-Slowakije ·
Tunesië ·
Turkije ·
Uruguay ·
Venezuela ·
Verenigde Arabische Emiraten ·
Verenigde Staten ·
Verenigd Koninkrijk ·
Wales ·
Wit-Rusland ·
Zuid-Afrika ·
Zuid-Korea ·
Zwitserland
Brazilië (1958) ·
Duitsland (2006) ·
Duitsland (2018) ·
Engeland (2006) ·
Engeland (2012) ·
Engeland (2018) ·
Frankrijk (2012) ·
Griekenland (2008) ·
Ierland (2016) ·
Italië (2016) ·
Mexico (2018) ·
Oekraïne (2012) ·
Oekraïne (2021) ·
Paraguay (2006) ·
Polen (2021) ·
Rusland (2008) ·
Slowakije (2021) ·
Spanje (2008) ·
Spanje (2021) ·
Trinidad en Tobago (2006) ·
Zuid-Korea (2018) ·
Zwitserland (2018)